# Boluan Fanzheng

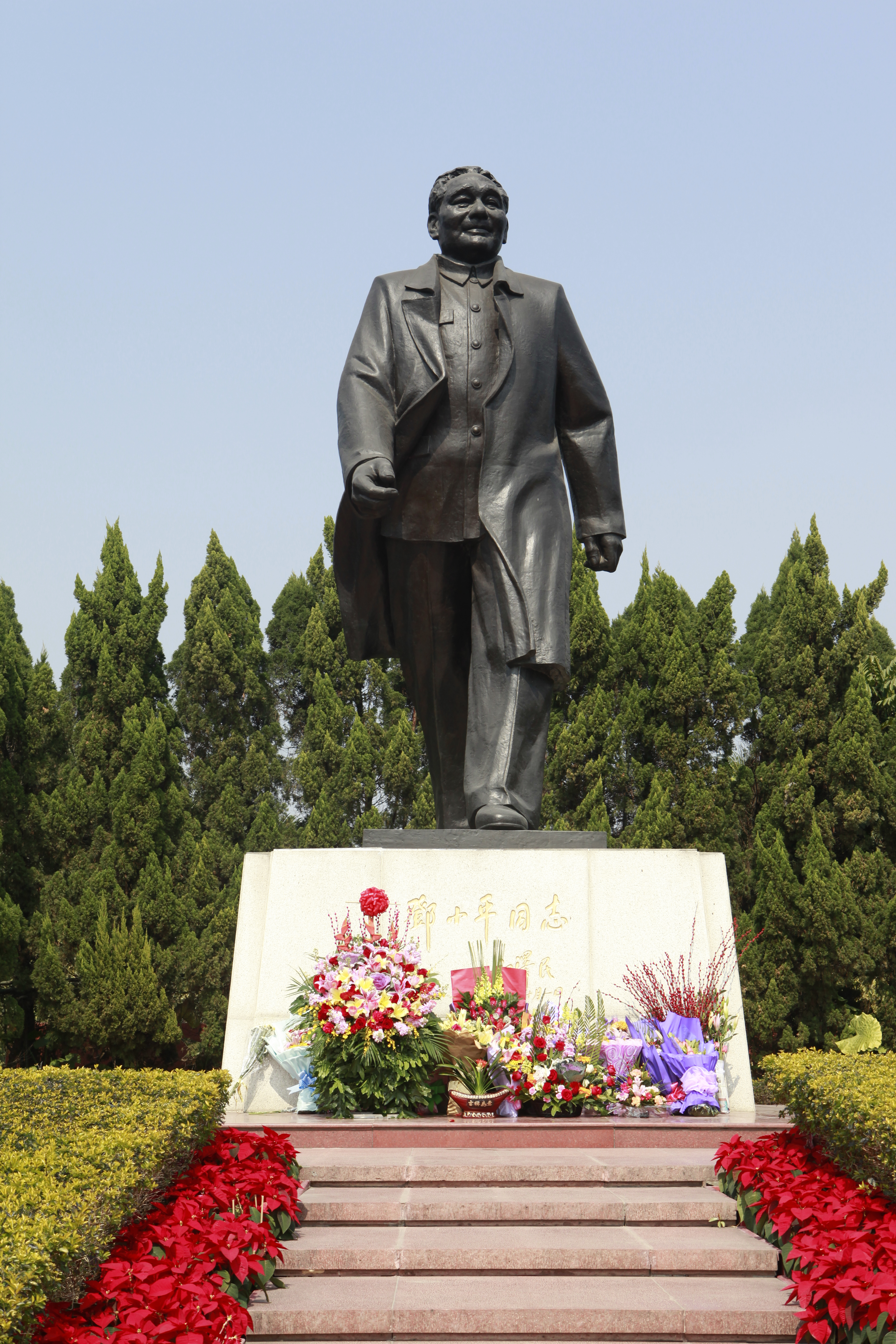
La statua di Deng Xiaoping in cima al Parco Lianhuashan a Shenzhen, Cina.

Boluan Fanzheng (撥亂反正T, 拨乱反正S, Bōluàn FǎnzhèngP), che letteralmente significa "eliminare il caos e tornare alla normalità", è stato un periodo di transizione nella storia della Repubblica Popolare Cinese. Durante questo periodo, Deng Xiaoping, allora leader supremo della Cina, guidò un programma di vasta portata nel tentativo di correggere gli errori della Rivoluzione Culturale lanciata da Mao Zedong. Il programma ha gradualmente smantellato le politiche maoiste associate alla Rivoluzione Culturale, riabilitato milioni di vittime perseguitate durante la Rivoluzione, avviato varie riforme sociopolitiche e riportato l'ordine nel paese in modo sistematico. Il periodo Boluan Fanzheng è considerato un importante periodo di transizione nella storia moderna della Cina, che è servito come base dello storico programma "Riforma e apertura" a partire dal 18 dicembre 1978.
Dopo la fine della Rivoluzione Culturale nel 1976, Deng Xiaoping propose per la prima volta l'idea di "Boluan Fanzheng" nel settembre 1977. Con l'aiuto dei suoi alleati come Hu Yaobang, che in seguito divenne Segretario Generale del Partito Comunista Cinese (PCC), Deng fu in grado di lanciare il programma di Boluan Fanzheng ed emerse come il leader supremo de facto della Cina nel dicembre 1978 (durante la 3ª Sessione Plenaria dell'11 ° Comitato Centrale del PCC). Il periodo Boluan Fanzheng è durato fino all'inizio degli anni '80, dopodiché l'obiettivo principale del PCC e del governo cinese è passato dalle "lotte di classe" alla "costruzione economica" e alla "modernizzazione".
Tuttavia, il periodo Boluan Fanzheng ha visto anche molte controversie, come le opinioni in disaccordo su Mao Zedong, l'inclusione dei "quattro principi cardinali" nella Costituzione cinese al fine di mantenere lo stato monopartitico in Cina, e le controversie legali che molti dei leader e degli autori dei massacri della Rivoluzione Culturale hanno ricevuto poche o nessuna punizione. Il Partito Comunista non ha completamente declassificato i documenti relativi alla Rivoluzione Culturale e ha limitato gli studi accademici e le discussioni pubbliche sulla Rivoluzione all'interno della società cinese. Inoltre, dopo che Xi Jinping è diventato Segretario generale del PCC nel 2012, alcune delle riforme fatte durante il periodo Boluan Fanzheng sono state gradualmente invertite, innescando preoccupazioni per una nuova Rivoluzione Culturale.